# Pteropus caniceps
Pteropus caniceps es una especie de murciélago de la familia Pteropodidae.

## Distribución geográfica
Es endémico de las Molucas septentrionales (Indonesia).